# عبد الحكيم مراد
تيموثي جُون وِنْتَر (بالإنجليزية: Timothy John Winter)‏ وبعد اسلامه عبد الحكيم مراد (مواليد 1960م) هو باحث وكاتب وأكاديمي بريطاني مختص في الدين الإسلامي والعلاقات الإسلامية المسيحية، عميد كلية كنبرج الإسلامية، ومدير الدراسات الدينية في كلية ولفسون ومحاضر في كرسي الشيخ زايد للدراسات الإسلامية في جامعة كنبرج. سنة 2003 حصل على جائزة بيلكنغتون التعليمية من جامعة كنبرج، وفي عام 2007 حصل على جائزة الملك عبد الله الأول للفكر الإسلامي لكتابه عن أصول الإرهاب الانتحاري قالب:إتج. ويدرج اسمه باستمرار في قائمة 500 مسلم الأكثر تأثيرا في العالم التي تنشر سنويا من قبل مركز الدراسات الاستراتيجية الإسلامية الملكية، وفي سنة 2012 كان بين الخمسين الأكثر تأثيرا.

## تعليمه
درس في كلية وسمنستر وحصل على درجة الماجستير من جامعة كنبرج في اللغة العربية في عام 1983. توجه بعدها إلى جامعة الأزهر في مصر وتخصص في الدراسات الإسلامية حتى عام 1989. حصل على درجة الدكتورة من جامعة أكسفرد. مجال اهتماماته البحثية العلاقات الإسلامية المسيحية وأخلاق الإسلام والعثمانية.

## مؤلفاته ونشاطاته
له العديد من المؤلفات حيث قام بترجمة أجزاء من كتب الغزالي مثل إحياء علوم الدين وكتاب النفس والروح. وهو المحرر العام لمجمع النصوص الإسلامية وسلسلة الغزالي. وهو أيضا رئيس جمعية أصدقاء البوسنة والهرسك البريطانية. يشارك بانتظام ببرنامج إذاعي في هيئة الإذاعة البريطانية.